# Ammonia
Ammonia é uma banda de rock alternativo que surgiu na Austrália no começo dos anos 90. Eles conseguiram moderado sucesso, produzindo uma mistura oriunda do som das bandas do movimento Grunge e guitarras pop (um som que eles mesmo rotularam de "Pop-Metal"). O grupo foi formado em 1992, inicialmente composto por Dave Johnstone na guitarra, Alan Balmont na bateria e Phil Natt no baixo. Esta formação fazia shows sobre o nome "Fuzzswirl". Depois da saída de Natt no baixo, a banda passou a tocar com diversos baixistas até encontrar Simon Hensworth, depois da entrada de Hensworth na banda, o grupo muda seu nome para "Ammonia". A banda, primeiramente havia escolhido o nome "Glorious Noise Earthquake", mas decidiu trocar para "Ammonia" devido a sua simplicidade, depois de Hensworth ver o nome em um livro de ciências.

## História

### Começo e sucesso
O começo do sucesso da banda veio dos seus lançamentos propriamente financiados e a sua divulgação em comunicação oral (ou "Word of Mouth"). O trio lançou uma fita cassete auto-intitulada e desenvolveu um som característico ao vivo, com o baixo de Hensworth em volume alto, complementado pela guitarra pop de Johnstone. Em 1994 a banda tinha terminado turnês bem-sucedidas em Melbourne e Sydney, que estabelece uma sólida base de fãs, e tinha um álbum de valor com material gravado. O influente DJ Richard Kingsmill rodou a música Incinerator, de uma das gravações para um público nacional sobre a rádio alternativa Triple J, gerando sobre as pessoas mais interesse na banda. A banda não liberou essas gravações de forma independente, devido ao interesse da banda a assinar com uma grande gravadora. Isto foi para garantir a sua melhor exposição de sua música, e dado o isolamento de sua cidade, para evitar as armadilhas de outras bandas independentes de Perth que os integrantes do Ammonia haviam passado.
Em 1994, a banda faz uma apresentação ao vivo na rádio Triple J, adicionando uma música nova, Orange Juice, da sessão para a playlist regular. A transmissão da música gerou interesse de muitas gravadoras. Porém, a banda assina com a Murmur, sendo a primeira banda a assinar com esta gravadora (a segunda banda seria o então desconhecido grupo de Newcastle, Silverchair).

### EP's e Mint 400
O primeiro lançamento do Ammonia foi um EP chamado In A Box. lançado em 1994, é composto de gravações antigas da banda. Novamente a banda recebeu um suporte da rádio Triple J, que passou a tocar algumas das músicas do, até então, recém-lançado EP, expandindo seu número de fãs na Austrália, e fazendo uma nova bem-sucedida turnê. No começo de 1995, a banda lança seu segundo EP, Sleepwalking, novamente composto de gravações antigas. O EP inclui a primeira versão da música Orange Juice, que recebe circulação pela rádio Triple J, e ajudado pela turnê.
A banda começa as primeiras sessões para o primeiro álbum, Mint 400, que possui dez novas canções acompanhadas de regravações de músicas como In A Box e Sleepwalking. O álbum foi produzido pelo produtor americano Kevin Shirley (que produziu álbuns do Iron Maiden, Led Zeppelin e Slayer). O álbum foi gravado em dez dias no Festival Studios em Sydney. As gravações tentam captar o som da banda ao vivo, evitando overdubs excessivos e manipulação de estúdio. Mint 400 teve sucesso imediato na Austrália, chegando ao número 15 nas paradas nacionais. A banda lançou seu primeiro single retirado do álbum, Drugs (escrita em cinco minutos durante um ensaio), foi um sucesso instantâneo, porém algumas das rádios locais se recusaram a tocar a música, devido ao seu nome. Porém, a canção caiu na posição 12 nas paradas Australianas, e emergiu no Top 20 da "Triple J's Hottest 100". "Não há na mensagem aquilo tudo", diz Johnstone, ""Drugs" é sobre a apatia em relação as drogas". O sucesso da música Drugs fez com que a banda participasse como atração principal no festival Big Day Out de 1995 a 1996, viajando com o festival a nível nacional.
Devido ao sucesso da banda em seu país, a gravadora Epic Records lança o álbum Mint 400 nos Estados Unidos, e a MTV põe o videoclipe de Drugs em sua programação, em alta transmissão. A banda fez turnês na América e na Europa em 1996, alcançando vendas de 100.000 álbuns. Drugs foi o único single lançado nos Estados Unidos, chegando a posição 29 nas paradas da Billboard.

### Eleventh Avenue
Depois de retornarem para a Austrália, a banda grava e lança seu próximo single, Satin Only, que não recebeu muita atenção, e logo foi adicionada como uma faixa escondida do segundo álbum da banda. A banda termina o ano preparando músicas para seu próximo álbum, que seria gravado em New York com o produtor Dave Fridman (que produziu álbuns do The Flaming Lips, Mogwai e Weezer).
Eleventh Avenue é muito diferente do primeiro álbum da banda, Mint 400, evitando os arranjos simples e instrumentais de rock tradicional. O registro mantém a química inicial da banda, mas é sonoramente complexo, acrescentando harmonias, samplers e teclados psicodélicos. Após a conclusão do álbum, a banda percebeu que eles não podem fazer shows ao vivo com essas canções. Então, em meados de 1997, depois de fazer sessões com Paul Dempsey, líder da banda Something for Kate, Dave e Alan conversaram com Phil Natt, para se juntar a banda novamente, como guitarrista, tecladista e backing-vocals da banda.
O primeiro single retirado de Eleventh Avenue, You're Not the Only One Who Feels This Way, foi rapidamente adicionado as rádios da Austrália. Isso também aconteceu com o segundo single, Monochrome, e finalmente, o álbum Eleventh Avenue foi lançado em 1998. Os dois singles foram tocados nas rádios Australianas, incluindo o último single da banda, Keep on My Side, lançado no fim daquele ano.

### Separação
Devido a grande turnê em apoio ao seu segundo álbum, as tensões no grupo chegaram a um ponto de ruptura, e no final de 1998, os integrantes anúnciam que o Ammonia estaria encerrando as atividades. Devido ao resultado dessa separação, os últimos shows do Ammonia foram no Homebake Festival, em New South Wales, o The Falls Festival e como atração principal no Big Day Out, em Janeiro de 1999.
Johnstone e Natt formaram uma banda nova, The Peaks, com Dan O'Halloran, do The Favourite Game e Shaun Lohar, do Blueline Medic, que lançou seu primeiro álbum, Avoca em Novembro de 2004. Desde 2007, Johnstone está tocando em uma banda chamada The Lazybirds.
Simon Hensworth tocou em uma banda local de Perth, chamada Potato Stars, durante 2001.
Alan Balmont se tornou o engenheiro de som para a banda The Living End e tocou no primeiro álbum de Bob Evans, Suburbian Kid.

## Integrantes
- Dave Johnstone - Vocais, guitarra (1992-1999)
- Alan Balmont - Bateria (1992-1999)
- Phil Natt - Baixo (1992); Backing-vocals, Guitarra, teclados (1997-1999)
- Simon Hensworth - Baixo (1993-1999)

## Discografia

### Álbuns de estúdio
- Mint 400 (1995, Murmur; 1996, Epic Records)
- Eleventh Avenue (1998, Murmur)

### EP's
- In A Box (1994, Murmur)
- Sleepwalking (1995, Murmur)
- Limited Live & Rare (1997, Murmur)

### Singles
- Drugs (Do álbum Mint 400, 1995, Murmur)
- Ken Carter (Do álbum Mint 400, 1996, Murmur)
- Suzi Q (Do álbum Mint 400, 1996, Murmur)
- Satin Only (Originalmente do álbum Eleventh Avenue, 1996, Murmur)
- You're Not the Only One Who Feels This Way (Do álbum Eleventh Avenue, 1997, Murmur)
- Monochrome (Do álbum Eleventh Avenue, 1998, Murmur)
- Keep on My Side (Do álbum Eleventh Avenue, 1998, Murmur)

### Outros lançamentos
- Ammonia (Fita-cassete independente, 1992)